# Kwantumkorting

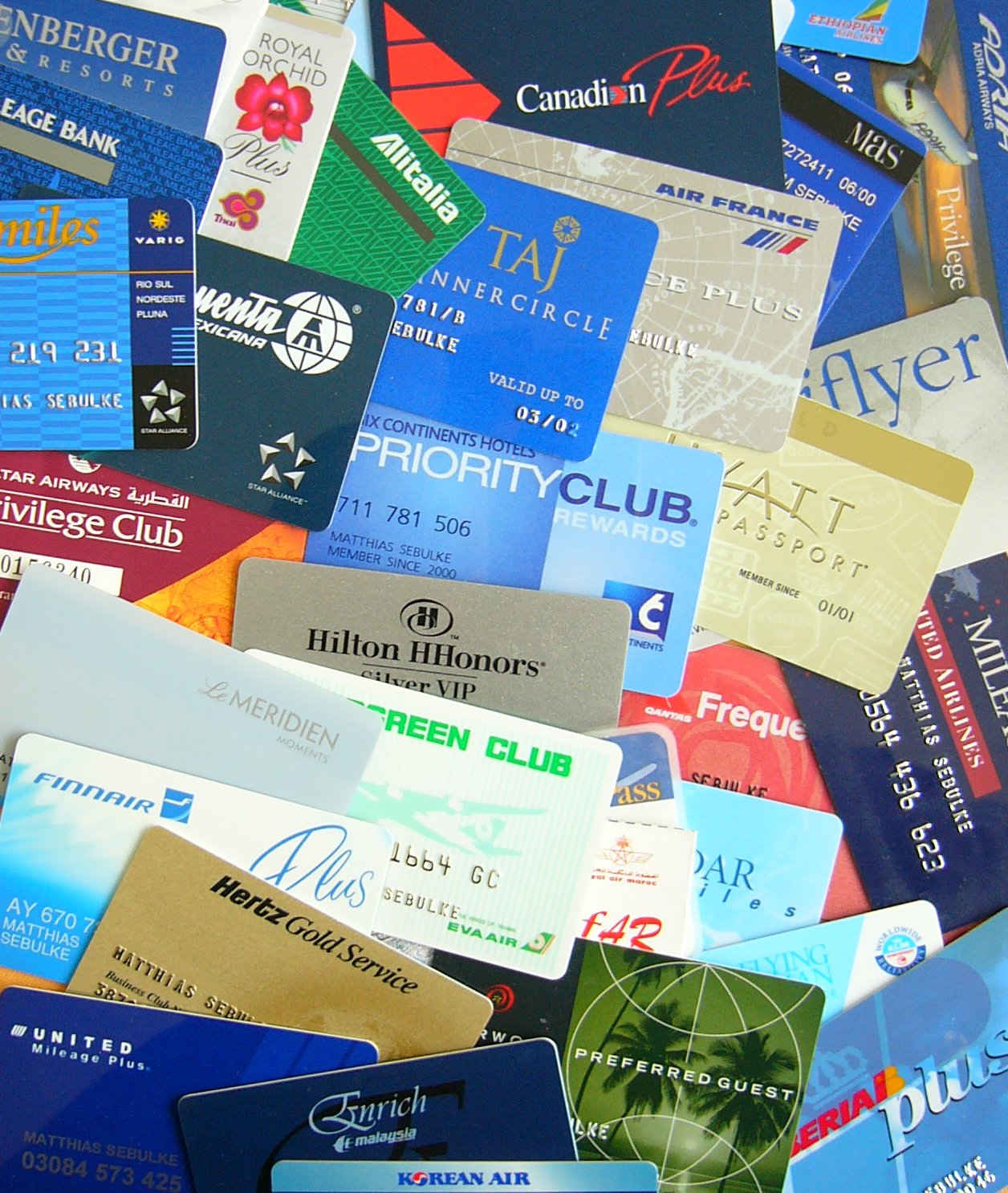
Klanten-spaarkaarten

Kwantumkorting, bulkkorting of volumekorting is een korting die een verkoper kan geven bij een minimale hoeveelheid bestellingen. De reden dat een verkoper een dergelijke korting geeft, is tweeledig:
- De koper wordt aangespoord om meer artikelen af te nemen dan deze normaliter gedaan zou hebben, en elk extra artikel levert extra omzet en dus winst op;
- De verkoper maakt per artikel minder kosten, aan administratie, afhandeling en verzending, en kan (een deel van) dat voordeel doorberekenen aan zijn klant.

Een dergelijke korting kan worden gegeven bij afname van een bepaald minimum aantal producten of diensten.
Als deze korting wordt gegeven bij een afname van een minimum aantal producten in één keer, dan wordt ook wel gesproken van staffelkorting. Klassieke voorbeelden daarvan zijn: 'Drie halen, twee betalen' en 'Tweede product voor de halve prijs'. Een staffelkorting kan ook minder duidelijk zichtbaar zijn, bijvoorbeeld doordat artikelen samen in één verpakking worden verkocht voor een lagere prijs dan een enkel exemplaar zou hebben gekost.
Er bestaan ook vele constructies waarbij een kwantumkorting wordt gegeven bij afname van een bepaald aantal producten of diensten over een langere tijdsperiode. Voorbeelden hiervan zijn spaarkaarten, klantenkaarten, kortingpasjes, vijfretourkaarten, tienbadenkaarten enzovoorts. Een iets complexere vorm van kwantumkorting vormen combinatie-toegangsbewijzen ('combitickets') waarmee men korting krijgt als men een kaartje koopt dat toegang biedt tot meerdere verschillende diensten.
Grote winkels en winkelketens kunnen artikelen tegen een lagere prijs inkopen dan hun kleinere concurrenten, omdat ze bij hun leveranciers kwantumkorting kunnen bedingen vanwege hun grote afname. Ze kunnen een deel van deze korting doorberekenen aan hun klanten, wat meer klanten aantrekt en op zijn beurt meer omzet genereert.